# Friedrich Cerha
Friedrich Cerha est un compositeur et chef d'orchestre autrichien né le 17 février 1926 à Vienne et mort le 14 février 2023 dans la même ville.

## Biographie
Friedrich Cerha a fait ses études à l'Académie de musique de Vienne  (violon, composition, direction d'orchestre) et à l'université de Vienne (musique, culture allemande, philosophie). Il est le cofondateur avec Kurt Schwertsik de l'ensemble de musique contemporaine « Die Reihe », qui a été un important instrument pour la diffusion de la musique contemporaine en Autriche. Avec cet ensemble, il a enregistré Aventures et Nouvelles Aventures (pour trois chanteurs et 7 instrumentistes) de György Ligeti (Candide - Vox Productions, 1975). À côté de son travail de composition, Cerha s'est construit une réputation d'interprète des œuvres d'Alban Berg, Arnold Schoenberg et Anton Webern; son affinité pour les œuvres de la seconde école de Vienne culmine en 1979 avec l'opéra Lulu d'Alban Berg dont il termine l'orchestration du 3e acte et dont il comble certaines lacunes de la partition. Pierre Boulez a créé à Paris en 1979 cette version de l'opéra.
En avril 2006, Friedrich Cerha a rejoint la Société Joseph Marx. Avec un groupe de compositeurs contemporains tels que Kurt Schwertsik et Peter Vujica, il s'est engagé pour la création de cette société. Ce choix du nom de Joseph Marx, qui a été un important compositeur de musique tonale en Autriche, ainsi qu'un enseignant et un critique, souligne que Cerha est un artiste sans dogmatisme qui soutient la redécouverte de toute musique importante en dehors de toute référence à la tonalité ou au modernisme.
Friedrich Cerha continue de composer des œuvres pour l'orchestre et pour la scène (entre autres, Baal, The Rattenfänger, et Der Riese vom Steinfeld, ce dernier commandé par le Wiener Staatsoper, sur un livret de Peter Turrini). Des créations de quelques-unes des œuvres récentes ont eu lieu en janvier 2006 (par exemple Impulse pour grand orchestre, dédié à l'Orchestre philharmonique de Vienne à l'occasion de son 150e anniversaire) ainsi qu'en mars 2006 (Concerto pour Saxophone, Soprano et Orchestre, écrit en 2004).
Parmi les étudiants de Cerha, on trouve Petr Kotik, Georg Friedrich Haas, Gerald Barry, Benet Casablancas et Karlheinz Essl.

## Œuvres

### Opéras, œuvres pour la scène
- Spiegel (1960-1961)
- Baal (1974-1980)
- The Rattenfänger (1984-1986)
- Der Riese vom Steinfeld (1997-1999)
- Netzwerk pour baryton, soprano, 5 récitants, movement group et orchestre (1962-1967/ 1978-1980)

### Musique vocale
- Requiem de la Réconciliation (Introitus et Kyrie) (1995)

### Orchestre
- Sinfonia in un Movimento (1947-1949)
- Espressioni fondamentali (1957)
- Mouvements I, II, III pour trombone et cordes (1959)
- Fasce (1959-1970)
- Spiegel, Spiegel I, Spiegel II, Spiegel III, Spiegel IV, Spiegel V, Spiegel VI, Spiegel VII (1960/1961)
- Langegger Nachtmusik I (1969)
- Langegger Nachtmusik II (1970)
- Sinfonie (1975)
- Monumentum für Karl Prantl (1988)
- Langegger Nachtmusik III (1990-1991)
- Impulse pour grand orchestre (1992-1993, créé en janvier 2006)
- Hymnus (2000)
- Musik pour trombone et cordes (2004-2005)
- Momente (2005)
- Berceuse céleste (2006)
- Wiener Kaleidoskop (2006)
- Instants (2006/2008)
- Like a Tragicomedy (2008/2009)
- Paraphrase über den Anfang der 9. Symphonie von Beethoven (2010)

### Concertos
- Concerto pour piano et orchestre (1951-1954)
- Intersecazioni pour violon et orchestre pour (1959-1973)
- Concerto pour violon, violoncelle, piano et orchestre (1975-1976)
- Double concerto pour flûte, basson et orchestre (1982)
- Phantasiestück in C.'s Manier pour violoncelle et orchestre (1989)
- Concerto pour alto et orchestre (1993)
- Concerto pour violoncelle et orchestre (1989-1996)
- Concerto pour violon et orchestre (2004)
- Concerto pour saxophone soprano et orchestre (écrit en 2004, créé en mars 2006)
- Concerto pour percussion et orchestre (2007-2008)